# Лісозаводськ
Лісозаводськ (рос. Лесозаводск) — місто у Приморському краї Росії. Розташоване на річці Уссурі за 349 км від Владивостока; за 10 км від російсько-китайського кордону. Входить до складу Лісозаводського міського округу. Населення станом на 2013 рік становило 36 892 осіб. Площа — 3064 км²
Перші поселення на території Лісозаводська були утворені 1894 року. У 1924 році там був заснований лісопильний завод, при якому утворилося селище Дальлес; 1932 року воно було об'єднане з селом Новостройка, утворивши населений пункт Лісозаводськ. У 1938 році він отримав статус міста в результаті приєднання до свого складу кількох сіл.

## Відомі особистості
- Терещенко Сергій Олександрович — казахстанський політик.

## Галерея

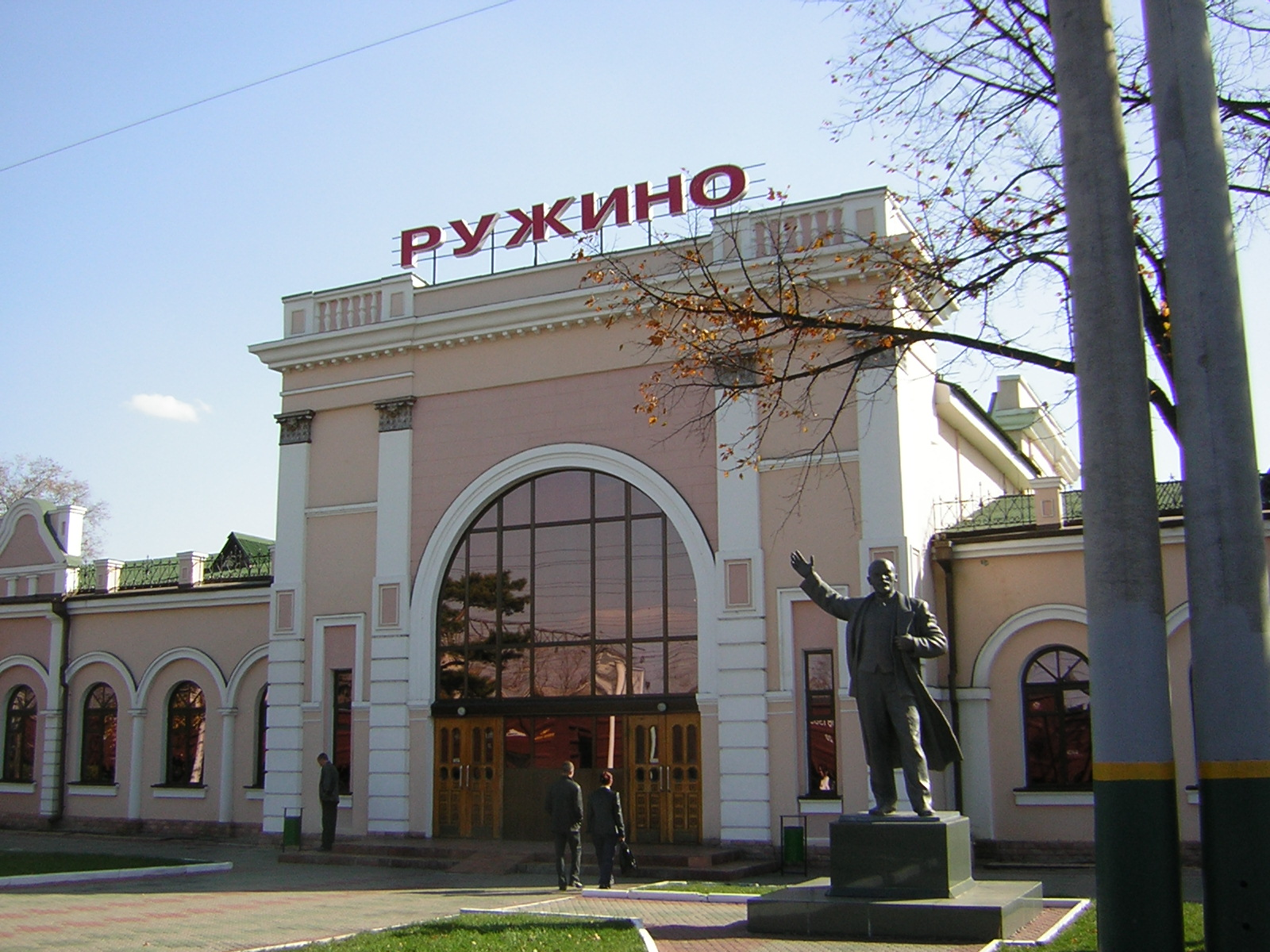
Вокзал на станції Ружино